# Рекламне гасло
Рекла́мне га́сло або рекла́мний сло́ган — лаконічна фраза, що впадає в око, добре запам'ятовується та висловлює суть рекламного повідомлення.
Доволі часто рекламний слоган — результат творчої праці, і він може бути об'єктом авторського права. Слоган може бути зареєстрований як об'єкт виключного права — знак для товарів і послуг. Така реєстрація надає ефективну охорону слогану при використанні його іншою особою та використовується для маркування товару або послуги.

## Класифікація слоганів
За своєю структурою слогани поділяються на чотири типи:    
- Зв'язані включають назви продукту. Такий слоган невіддільний від назви.

- Прямі (є підтипами пов'язаних) — у них відбувається особисте звернення до потенційного споживача.

- Прив'язані - співвідносяться з назвою ритмічно та фонетично. Тобто цей слоган можна використовувати без назви товару, але тоді він не буде зрозумілим.
- Вільні – вони самодостатні та незалежні.

Існує також поняття "римоган", або римований слоган, тобто слоган, що містить риму. Римогани можуть бути і зв'язаними, і прямими, і прив'язаними слоганами (приклад: «Охолонь - пий "Оболонь"!»)